# Servio Calpurnio Escipión Orfito
Servio Calpurnio Escipión Orfito (en latín, Servius Calpurnius Scipio Orfitus) fue un senador romano que desarrolló su cursus honorum en el siglo II, bajo los imperios de Antonino Pío, y Marco Aurelio y Lucio Vero.

## Familia
Miembro de la importante familia de los Calpurnios Pisones, era hijo Gayo Calpurnio Pisón consul ordinarius en 111, bajo Trajano y de Cornelia Escipión Orfita, hija de Servio Cornelio Escipión Salvidieno Orfito, consul ordinarius en 149, bajo Antonino Pío, y hermano de Lucio Calpurnio Pisón consul ordinarius en 175, bajo Marco Aurelio.

## Carera política
En 172, bajo Marco Aurelio, fue designado consul ordinarius.

## Descendencia
Sus hijos fueron Servio Calpurnio Escipión Orfito, miembro del colegio de los Salios en 191 bajo Cómodo, y Calpurnio Pisón.